# Wincenty Różalski
Wincenty Różalski (ur. 15 lutego 1942 w Budach Siennickich) – polski  działacz partyjny i państwowy, w latach 1988–1990 wicewojewoda ciechanowski.

## Życiorys
Syn Jana i Stanisławy. W 1979 ukończył Wyższą Szkołę Nauk Społecznych przy KC PZPR. Działał w Związku Młodzieży Socjalistycznej i Związku Młodzieży Wiejskiej.
Od 1963 do 1967 był sekretarzem Gromadzkiej Rady Narodowej w Pieścirogach Starych. W 1966 wstąpił do Polskiej Zjednoczonej Partii Robotniczej, pełnił funkcję I sekretarza Komitetów Powiatowych PZPR w Nasielsku (1970–1973) i Pułtusku (1973–1975). Następnie został członkiem Komitetu Wojewódzkiego w Ciechanowie, w ramach którego był m.in. kierownikiem Wydziału Propagandy i Agitacji (1984–1986) oraz Wydziału Ideologicznego i Informacji (1986–1988). W latach 1988–1990 pełnił funkcję wicewojewody ciechanowskiego. Później związany m.in. z ciechanowskim oddziałem Narodowego Funduszu Zdrowia, zajmował też stanowisko prezesa i wiceprezesa Towarzystwa Wiedzy Powszechnej w Ciechanowie.
W 2002 otrzymał Krzyż Kawalerski Orderu Odrodzenia Polski.